# Воздвиженье (Белозерский район)
Воздвиженье — деревня в Белозерском районе Вологодской области.
Входит в состав Гулинского сельского поселения, с точки зрения административно-территориального деления — в Кукшевский сельсовет.
Расположена на берегу Ворбозомского озера. Расстояние до районного центра Белозерска по автодороге составляет 32 км, до центра муниципального образования деревни Никоновская по прямой — 15 км. Ближайшие населённые пункты — Лапино, Москвино, Першково, Титово.
По переписи 2002 года население — 14 человек.
В деревне расположена церковь Воздвижения Креста Господня — памятник архитектуры.